# Gerard Wagner (Maler)
Gerard Wagner (* 1906 in Wiesbaden; † 1999 in Arlesheim) war ein deutscher anthroposophischer Maler und Pädagoge.

## Leben und Werk
Gerard Wagners Vater verstarb 1908. In der Folge zog seine aus England stammende Mutter mit ihren drei Söhnen in die Nähe von Manchester.
Wagner studierte 1923 für ein Jahr Malerei in der Künstlerkolonie in St Ives bei dem post-impressionistischen Maler John Anthony Park (1878–1962). Anschliessend setzte er seine Studien am Royal College of Art in London fort.
Ab 1926 lebte Wagner in Dornach und absolvierte 1928 am Goetheanum eine Malausbildung bei Henni Geck (1884–1951). In den folgenden Jahren baute er seine Mal- und Farbforschung aus. Durch diese fand er einen Schlüssel zur Beantwortung der Frage, wie aus Farbe Form wird. Wagner war ab ca. 1930 als freischaffender Maler tätig und stellte seine Werke im In- und Ausland aus.
Ab 1939 wandte er sich den Kuppelmotiven des Goetheanums zu und malte diese in zahlreichen Variationen. Seine Lehrtätigkeit am Goetheanum nahm er ca. 1950 auf. Er lernte dort seine aus Deutschland stammende zukünftige Frau, die Dichterin, Eurythmistin, Lehrerin und Autorin Elisabeth Käthe Gertrud, geborene Koch (1923–2022) kennen. Zusammen gründeten sie in Dornach eine eigene Malschule.
Neben ihrer eigenen künstlerischen Tätigkeit war sie seine Mitarbeiterin in der Malschule, organisierte Ausstellungen und wirkte massgeblich an Wagners Publikationen mit. Wagner unterrichtete auch in Deutschland und England.
Nach seinem Tod baute seine Ehefrau das Archiv für die über 5000 Bilder, Zeichnungen und Manuskripten auf. Diese bewahrt der heutige «Gerard & Elisabeth Wagner-Verein». Zudem sind die zahlreiche Arbeitsblätter experimenteller Farbforschung eine Inspirationsquelle für die Malschule am Goetheanum in Dornach.